# Cyclostomatida
Cyclostomatida är en ordning av mossdjur. I den svenska databasen Dyntaxa används i stället namnet Cyclostomata. Cyclostomatida ingår i klassen Stenolaemata, fylumet mossdjur och riket djur. I ordningen Cyclostomatida finns 583 arter. 
Ordningen Cyclostomatida indelas i:
- Actinoporidae
- Annectocymidae
- Bereniceidae
- Calvetiidae
- Cerioporidae
- Cinctiporidae
- Crisiidae
- Crisinidae
- Crisuliporidae
- Cytididae
- Densiporidae
- Diaperoeciidae
- Diaperoforma
- Diastoporidae
- Entalophoridae
- Fasciculiporoides
- Filisparsidae
- Frondiporidae
- Hastingsiidae
- Heteroporidae
- Horneridae
- Idmoneidae
- Idmoneoides
- Lichenoporidae
- Multisparsidae
- Neuquenopora
- Oncousoeciidae
- Petaloporidae
- Phaceloporidae
- Plagioeciidae
- Pseudidmoneidae
- Pseudonevianopora
- Pustuloporidae
- Rodinopora
- Stigmatoechidae
- Stomatoporidae
- Supercytis
- Terviidae
- Tholopora
- Tretocycloeciidae
- Tubuliporidae